# إدوارد هايد إيرل كلارندون الثالث
إدوارد هايد إيرل كلارندون الثالث (28 نوفمبر 1661 - 31 مارس 1723)، ويُطلق عليه أيضًا اسم فيكونت كورنبيري، كان سياسيًا وأرستقراطيًا إنجليزيًا. اشتهر بلقبه النبيل اللورد كورنبيري، برز في السياسة الإنجليزية عندما انشق هو وجزء من جيشه عن الملك الكاثوليكي جيمس الثاني لدعم المنافس البروتستانتي الذي وصل حديثًا، فيلهلم الثالث ملك أورانج. كانت ذلك جزء من بداية الثورة المجيدة لعام 1688. اختار كورنبيري دعم ابنة عمه آن بدلًا من فيلهلم بعد أن كلفه التمرد تكليفه العسكري. ومع ذلك، فإن دعم كورنبيري لعهد الملك فيلهلم أكسبه في النهاية منصب حاكم مقاطعات نيويورك ونيوجيرسي، وكان ذلك بين عامَي 1701 و1708.
بصفته حاكمًا لحزب المحافظين الأعلى، كانت مهمته الأساسية حماية المستعمرات خلال حرب الخلافة الإسبانية (المعروفة في الأمريكتين باسم حرب الملكة آن، أو الحرب الفرنسية والهندية الثانية، 1701-1714). نجحت إدارته في منع التوغلات الفرنسية في المستعمرات الوسطى. ومع ذلك، غرق في العديد من النزاعات بين الفصائل في المنطقة وكان له أعداء سياسيين أقوياء مثل لويس موريس، الذي أصبح حاكمًا لنيوجيرسي في عام 1738.
بحلول عام 1708، أدى الإرهاق من الحرب إلى تحول في المد السياسي في بريطانيا العظمى. استُدعي الحاكم كورنبيري من المستعمرات، ولكن بعد فترة وجيزة عُيّن كعضو في المجلس الخاص للملكة آن. تغيرت حظوظ اللورد كورنبيري مرة أخرى عندما توج جورج الأول ملكًا لبريطانيا العظمى في 1 أغسطس 1714. توفي لورد كورنبيري في تشيلسي بلندن في 31 مارس 1723.
يُذكر سلوك اللورد كورنبيري بشكل عام على أنه فاضح. اتهمه أعداؤه السياسيون بأن لديه شهوة الملابس المغايرة، وبأنه فاسق أخلاقيًا، وفاسد جدًا. يوجد عدد قليل من الروايات المعاصرة لسلوكه، ويختلف الكتاب المعاصرون حول ما إذا كان كورنبيري في الواقع يشتهي الملابس المغايرة أم لا، أو ما إذا كان من المحتمل أن يكون من المتحولين جنسيًا.

## نشأته
وُلد أونورابل إدوارد هايد، الطفل الوحيد لهنري فيكونت كورنبيري، إيرل كلارندون الثاني (1638-1709) وثيودوسيا كابيل (1640-1662)، ابنة آرثر كابيل، بارون كابيل الأول من هادهام وأخت آرثر كابيل. أنجب هنري وثيودوسيا إدوارد بعد أحد عشر شهرًا من زواجهما. بعد ثلاثة أشهر فقط من ولادة إدوارد، في مارس 1662، ماتت والدته ثيودوسيا بسبب مرض الجدري.
كانت لعائلة هايد علاقات وثيقة مع النظام الملكي: كان جد إدوارد، المعروف أيضًا باسم إدوارد، أول إيرل لكلارندون (1609-1674). ولد من عامة الشعب لكنه أصبح مستشارًا مهمًا للملك تشارلز الأول (بعد 1641) وتشارلز الثاني (بعد 1651). اشتهر بالتفاوض بشأن استعادة النظام الملكي الإنجليزي في عام 1660 من خلال سلسلة من الأحكام المعروفة باسم قانون كلاريندون. في نفس العام الذي استعاد فيه تشارلز الثاني العرش، تزوجت ابنة كلارندون، آن هايد (1637-1671)، من الأخ الأصغر للملك الجديد ووريثه، جيمس، دوق يورك. في هذه الأثناء، تزوج ابن كلارندون الأكبر، هنري، من عائلة كابيلس هادهم، إحدى أغنى العائلات في إنجلترا. كانت عمة إدوارد (آن) دوقة يورك أم لملكتَين إنجليزيتَين، ماري الثانية وآن.
في سن 13، سجل إدوارد في كرايست تشيرش، أكسفورد في 23 يناير 1675. قبل عام واحد فقط ورث لقب فيكونت كورنبري عندما خلف والده في لقب إيرل كلارندون الثاني. وتابع في أكاديمية كالفين في جنيف بعد ذلك.

## الخدمة العسكرية
بعد التخرج، انضم اللورد كورنبيري إلى فوج الفرسان الملكي النخبة تحت قيادة جون تشرشل، دوق مارلبورو المستقبلي. أصبح مقدمًا في الجيش في عام 1683. تمركز في فيينا، النمسا في بداية عام 1685، لحماية المدينة من الإمبراطورية العثمانية. برز كورنبيري لأول مرة في وقت لاحق من ذلك العام، بسبب الصراع على العرش الذي بدأ بعد وفاة الملك تشارلز الثاني في 6 فبراير 1685. كان جيمس الثاني هو الوريث الشرعي، لكنه كان كاثوليكيًا مخلصًا. كان ابن أخيه، جيمس فيتزروي، دوق مونماوث، غير شرعي ولكنه بروتستانتي. في 11 يونيو 1685، سافر دوق مونماوث إلى إنجلترا على أمل حشد الدعم الشعبي لمطالبته بالعرش، مما أدى إلى تمرد مونماوث.
ردًا على ذلك، عين الملك جيمس الثاني جون تشرشل في المرتبة الثانية في قيادة الجيوش الملكية، بينما رُقي اللورد كورنبيري لقيادة الفرسان الملكية. سُحق التمرد بسرعة، ولعبت الفرسان الملكية دورًا بارزًا. كمكافأة على خدمته، أُعطي كورنبوري مقعدًا في البرلمان لعام 1685. استمر في التميز، وكان عضوًا في البرلمان لويلتشاير حتى عام 1695، ولكريستشيرش من عام 1695 حتى عام 1701. حصل على دور سيد الحصان لملك الدنمارك في عام 1685.

### الثورة المجيدة
لعب كورنبيري دورًا حاسمًا في التمرد المجيد، وأصبح أول ضابط إنجليزي ينشق ويغزو فيلهلم الثالث ملك إنجلترا. بدأ التمرد في 18 يونيو 1688، عندما أرسل النبلاء الإنجليز البارزون (السبعة الخالدون) رسالة إلى فيلهلم الثالث ملك إنجلترا يطلبون فيها تدخله في السياسة الإنجليزية من الجانب البروتستانتي. ردًا على ذلك، وصل فيلهلم إلى بريكسهام، في جنوب غرب إنجلترا في 5 نوفمبر مع أكثر من 450 سفينة، و15 إلى 18 ألف رجل، و3660 من الفرسان. كان فرسان كورنبيري أول وحدة ملكية تواجه قوة الغزو، لكن بدون حدوث أي نزاع. نشبت مناوشة صغيرة في شيربورن في 20 نوفمبر، ولكن بعد ذلك بوقت قصير انشق اللورد كورنبيري إلى جانب فيلهلم، وأحضر معه العديد من فرسانه. بعد أربعة أيام في 24 نوفمبر، غير اللورد تشرشل، مستشار كورنبوري جانبه. على الرغم من أن عددًا صغيرًا نسبيًا من رجال كورنبيري انشقوا معه، وتتراوح الروايات بأن الرقم يتراوح بين 27 حتى 100. كان تأثير تصرفات كورنبيري وتشرشل مدمرًا لمعنويات الموالين، وانتشرت الشائعات بأن جميع أفواجهم انشقت معهم. يئس والده من سماع أن ابنه كان متمردًا، لكنه في النهاية ساعد في التفاوض بين جيمس وفيلهلم.
بحلول أواخر ديسمبر، حل جيمس جيشه وهرب إلى فرنسا. مع رحيل جيمس، ناقش البرلمان ما إذا كان فيلهلم سيحكم كملك في حد ذاته، أو كقرين للملكة ماري. جادل اللورد كورنبيري بوضع ابنة عمه آن على التوالي بعد ماري، متجاوزًا فيلهلم. في النهاية، فضل البرلمان فيلهلم، الذي رأى دعم كورنبيري لآن على أنه خيانة، وتراجع عن تعهده في ساحة المعركة بأنه لن ينسى خدمة كورنبيري أبدًا. عوقب كورنبيري بطرده من كتيبته في 17 يوليو 1689، ومن منصبه الاحتفالي كرئيس للخيول في مايو 1690.

### ما بعد الثورة
وجد كورنبيري نفسه وعائلته الآن بدون دخل وفي ديون متزايدة. بصفته نبيلًا، لم يستطع ببساطة الحصول على وظيفة، بل احتاج إلى الحصول على دخل من خلال الوسائل الملكية أو السياسية. كافح من أجل البقاء من عام 1690 حتى عام 1698. ومع ذلك، استمر في تمثيل البرلمان، واستفاد من دعمه السياسي لفيلهلم بعدة طرق. في عام 1698، وافق فيلهلم على دفع 10 جنيهات إسترلينية أسبوعيًا لكورنبيري، مما خفف من أعبائه المالية. في ربيع عام 1701، كافأ فيلهلم كورنبيري دعمه المستمر وخدمته له وعينه حاكمًا لنيويورك.
توفي فيلهلم قبل أن يصبح كورنبيري حاكمًا، وذهب التاج إلى شقيقة الملكة ماري الثانية الصغرى آن. حسن دعم كورنبيري عرشها في الثورة المجيدة، جنبًا إلى جنب مع كونه ابن عمها الأول من مكانته عندها. استمرت آن في دعم كورنبيري، وكافأته بسخاء.